# Kevin Paredes
Kevin Alexander Paredes (South Riding, 7 maggio 2003) è un calciatore statunitense, centrocampista del Wolfsburg e della nazionale Under-20 statunitense.

## Biografia
Nato negli Stati Uniti, ha origini dominicane.

## Caratteristiche tecniche
È un esterno sinistro abile nel cross e nel dribbling.

## Carriera

### Club

#### Gli inizi
Cresciuto nel settore giovanile del D.C. United, il 17 gennaio 2020 firma il suo primo contratto professionistico con il club di Washington. Debutta in prima squadra il 13 luglio in occasione dell'incontro di MLS pareggiato 2-2 contro il Toronto FC.

#### Wolfsburg
Il 28 gennaio 2022 viene acquistato dal Wolfsburg.

### Nazionale
Il 10 maggio 2023, viene incluso da Mikey Varas nella rosa della nazionale Under-20 statunitense partecipante al Mondiale di categoria in Argentina.
Il 30 agosto 2023 viene convocato per la prima volta in nazionale maggiore, con cui esordisce il 12 settembre seguente nell'amichevole vinta 4-0 contro l'Oman.

## Statistiche
Statistiche aggiornate al 17 luglio 2021.

### Presenze e reti nei club
| Stagione         | Squadra          | Campionato       | Campionato | Campionato | Coppe nazionali | Coppe nazionali | Coppe nazionali | Coppe continentali | Coppe continentali | Coppe continentali | Altre coppe | Altre coppe | Altre coppe | Totale | Totale | Totale |
| Stagione         | Squadra          | Comp             | Pres       | Reti       | Comp            | Pres            | Reti            | Comp               | Pres               | Reti               | Comp        | Pres        | Reti        | Pres   | Reti   |        |
| ---------------- | ---------------- | ---------------- | ---------- | ---------- | --------------- | --------------- | --------------- | ------------------ | ------------------ | ------------------ | ----------- | ----------- | ----------- | ------ | ------ | ------ |
| 2019             | Loudoun Utd      | USC              | 3          | 0          |                 | -               | -               |                    | -                  | -                  |             | -           | -           | 3      | 0      |        |
| 2020             | Loudoun Utd      | USC              | 1          | 0          |                 | -               | -               |                    | -                  | -                  |             | -           | -           | 1      | 0      |        |
| 2020             | D.C. United      | MLS              | 17         | 0          |                 | -               | -               |                    | -                  | -                  |             | -           | -           | 17     | 0      |        |
| 2021             | D.C. United      | MLS              | 24         | 3          |                 | -               | -               |                    | -                  | -                  |             | -           | -           | 24     | 3      |        |
| gen.-giu. 2022   | Wolfsburg        | BL               | 2          | 0          | CG              | 0               | 0               |                    | -                  | -                  |             | -           | -           | 2      | 0      |        |
| 2022-2023        | Wolfsburg        | BL               | 22         | 1          | CG              | 2               | 0               |                    | -                  | -                  |             | -           | -           | 24     | 1      |        |
| 2023-2024        | Wolfsburg        | BL               | 28         | 3          | CG              | 1               | 0               |                    | -                  | -                  |             | -           | -           | 29     | 3      |        |
| Totale Wolfsburg | Totale Wolfsburg | Totale Wolfsburg | 52         | 4          |                 | 3               | 0               |                    | -                  | -                  |             | -           | -           | 55     | 4      |        |
| Totale carriera  | Totale carriera  | Totale carriera  | 97         | 7          |                 | 3               | 0               |                    | -                  | -                  |             | -           | -           | 100    | 7      |        |

### Cronologia presenze e reti in nazionale
| Cronologia completa delle presenze e delle reti in nazionale ― Stati Uniti | Cronologia completa delle presenze e delle reti in nazionale ― Stati Uniti | Cronologia completa delle presenze e delle reti in nazionale ― Stati Uniti | Cronologia completa delle presenze e delle reti in nazionale ― Stati Uniti | Cronologia completa delle presenze e delle reti in nazionale ― Stati Uniti | Cronologia completa delle presenze e delle reti in nazionale ― Stati Uniti | Cronologia completa delle presenze e delle reti in nazionale ― Stati Uniti | Cronologia completa delle presenze e delle reti in nazionale ― Stati Uniti |
| Data                                                                       | Città                                                                      | In casa                                                                    | Risultato                                                                  | Ospiti                                                                     | Competizione                                                               | Reti                                                                       | Note                                                                       |
| -------------------------------------------------------------------------- | -------------------------------------------------------------------------- | -------------------------------------------------------------------------- | -------------------------------------------------------------------------- | -------------------------------------------------------------------------- | -------------------------------------------------------------------------- | -------------------------------------------------------------------------- | -------------------------------------------------------------------------- |
| 12-9-2023                                                                  | Saint Paul                                                                 | Stati Uniti                                                                | 4 – 0                                                                      | Oman                                                                       | Amichevole                                                                 | -                                                                          | 80’                                                                        |
| 14-10-2023                                                                 | East Hartford                                                              | Stati Uniti                                                                | 1 – 3                                                                      | Germania                                                                   | Amichevole                                                                 | -                                                                          | 75’                                                                        |
| 16-11-2023                                                                 | Austin                                                                     | Stati Uniti                                                                | 3 – 0                                                                      | Trinidad e Tobago                                                          | CONCACAF Nations League 2023-2024 - Quarti di finale                       | -                                                                          | 66’                                                                        |
| Totale                                                                     |                                                                            | Presenze                                                                   | 3                                                                          |                                                                            | Reti                                                                       | 0                                                                          |                                                                            |

| Cronologia completa delle presenze e delle reti in nazionale ― Stati Uniti olimpica | Cronologia completa delle presenze e delle reti in nazionale ― Stati Uniti olimpica | Cronologia completa delle presenze e delle reti in nazionale ― Stati Uniti olimpica | Cronologia completa delle presenze e delle reti in nazionale ― Stati Uniti olimpica | Cronologia completa delle presenze e delle reti in nazionale ― Stati Uniti olimpica | Cronologia completa delle presenze e delle reti in nazionale ― Stati Uniti olimpica | Cronologia completa delle presenze e delle reti in nazionale ― Stati Uniti olimpica | Cronologia completa delle presenze e delle reti in nazionale ― Stati Uniti olimpica |
| Data                                                                                | Città                                                                               | In casa                                                                             | Risultato                                                                           | Ospiti                                                                              | Competizione                                                                        | Reti                                                                                | Note                                                                                |
| ----------------------------------------------------------------------------------- | ----------------------------------------------------------------------------------- | ----------------------------------------------------------------------------------- | ----------------------------------------------------------------------------------- | ----------------------------------------------------------------------------------- | ----------------------------------------------------------------------------------- | ----------------------------------------------------------------------------------- | ----------------------------------------------------------------------------------- |
| 24-7-2024                                                                           | Marsiglia                                                                           | Francia olimpica                                                                    | 3 – 0                                                                               | Stati Uniti olimpica                                                                | Olimpiadi 2024 - 1º turno                                                           | -                                                                                   | 37’ 76’                                                                             |
| 27-7-2024                                                                           | Marsiglia                                                                           | Nuova Zelanda olimpica                                                              | 1 – 4                                                                               | Stati Uniti olimpica                                                                | Olimpiadi 2024 - 1º turno                                                           | -                                                                                   | 69’                                                                                 |
| 30-7-2024                                                                           | Saint-Etienne                                                                       | Stati Uniti olimpica                                                                | 3 – 0                                                                               | Guinea olimpica                                                                     | Olimpiadi 2024 - 1º turno                                                           | 2                                                                                   | 78’                                                                                 |
| 2-8-2024                                                                            | Parigi                                                                              | Marocco olimpica                                                                    | 4 – 0                                                                               | Stati Uniti olimpica                                                                | Olimpiadi 2024 - Quarti di finale                                                   | -                                                                                   |                                                                                     |
| Totale                                                                              |                                                                                     | Presenze                                                                            | 4                                                                                   |                                                                                     | Reti                                                                                | 2                                                                                   |                                                                                     |

## Palmarès

### Individuale
- U.S. Soccer Athlete of the Year: 1

Premio miglior giovane (maschile): 2023